# 더르니 터마시
더르니 터마시(헝가리어: Darnyi Tamás, 1967년 6월 3일 ~ )는 헝가리의 수영 선수이며, 개인혼영을 전문적으로 활약하였다.
부다페스트에서 태어난 더르니는 어릴 적 부족함 없이 행복하게 살았으나, 청소년 무렵 그에게 비극이 찾아왔다. 눈싸움을 하다가 왼쪽 눈을 맞았는데, 이로 인해 한쪽눈을 실명되었다. 하지만 . 더르니는 포기하지 않고 수영에 도전하였다. 그래서 그는 7차례나 수술을 했지만 왼쪽 눈에는 움푹 파인 상처가 남아있다. 그리고 200m와 400m 개인혼영 양종목의 타이틀을 2개의 올림픽(1988, 1992), 2개의 세계 선수권(1986, 1991), 3개의 유럽 선수권(1985, 1987, 1989)에서 모두 석권하였다. 더르니의 전성기 시절에 양종목에서 3번이나 세계 기록을 난타하였다. 1993년 400m 개인혼영의 유럽 타이틀 우승 후, 은퇴하여 부다페스트의 스포츠 학교들을 관리하였다.
1987년과 1991년 스위밍 월드 잡지에 의하여 "올해의 세계 남성 수영 선수"로 선정되었다. 또한 그의 성취들로 인하여 5번이나 "올해의 헝가리 스포츠맨"(1986, 1987, 1988, 1990, 1992)으로 선출되었다.

## 같이 보기
- 올림픽 다관왕 목록